# Datori
Datori è un arrondissement del Benin situato nella città di Cobly (dipartimento di Atakora) con 11 105 abitanti (dato 2006).